# 利戈之戰 (2015年)
利戈之戰，是指發生在2015年6月26日的同一天，於法國、突尼斯、科威特、索馬利亞的四起恐怖攻擊事件的其中之一。索馬利亞當地的激進組織索马里青年党，於清晨時分駕駛一輛載滿炸藥的卡車，撞開非洲联盟驻索马里特派团位於利戈的基地大門，接著向基地內的士兵開槍。根據美國之音報導，至少有70名軍人死亡，20名軍人與40名平民下落不明，當地官員懷疑他們可能被青年党綁架。